# جانوس هاجدو
جانوس هاجدو (بالمجرية: Hajdú János)‏ هو مبارز بالسيف مجري، ولد في 10 سبتمبر 1904 في بودابست في المجر، وتوفي بنفس المكان في 12 يوليو 1981.

## وصلات خارجية
- جانوس هاجدو على موقع أوليمبيديا (الإنجليزية)